# ساندرا ماكوي
ساندرا ماكوي (بالإنجليزية: Sandra McCoy)‏ هي راقصة وممثلة أمريكية، ولدت في 14 أغسطس 1979 بسان خوسيه في الولايات المتحدة.

## أعمال

### أفلام
- (2002) هوت شيك

### مسلسلات
- رجلان ونصف
- التحقيق في موقع الجريمة
- ميامي
- نيويورك
- فيرونيكا مارس

## وصلات خارجية
- ساندرا ماكوي على موقع IMDb (الإنجليزية)
- ساندرا ماكوي على موقع ألو سيني (الفرنسية)
- ساندرا ماكوي على موقع أول موفي (الإنجليزية)
- ساندرا ماكوي على موقع إن إن دي بي (الإنجليزية)
- ساندرا ماكوي على موقع قاعدة بيانات الفيلم (الإنجليزية)
- ساندرا ماكوي على موقع كينوبويسك (الروسية)